# Надя (певица)
Надежда Ангелова Колева, по-известна като Надя, е българска попфолк певица.

## Биография
Надя е родена на 1 февруари 1982 г. в град Хасково. Одобрена е за изпълнител в музикална компания „Пайнер“ след кастинг в комплекс „Приказките“. Става част от компанията през 2001 година с дебютната си песен, озаглавена „Огън в сърцето“, която се сдобива и с клип.
През месец май 2004 година на музикалния пазар се появява първият и единствен албум на певицата, който съдържа 16 песни, които през годините радват вниманието на меломаните. Две от песните в албума, а именно „Ритъм див“ и „Полунощ е“, на първите годишни музикални награди на ТВ Планета в началото на 2003 година се номинират в категориите за „Най-предпочитан денс клип за 2002 година“ и „Видеоклип с най-добри специални ефекти“.
Надя впечатлява освен с доброто си пеене и сценичното си поведение, отличаващо се с грация и отлични танцувални умения. В репертоара ѝ присъстват песни с характерно балканско звучене, залага и на авторска музика. Някои от песните ѝ са в денс стил, което ги прави особено харесвани сред младежката попфолк аудитория.
Последната си песен „Опитай нещо ново“ записва през 2007 година, на която прави видеореализация, също така влиза в лятната компилация на „Пайнер“ през 2007 г., озаглавена на името на песента. Официално прекратява договора си с „Пайнер" през 2007 година. Пее и записва песни за компанията в периода от 2001 до 2007 година.
На 27 юли 2012 година ражда сина си Симеон.

## Дискография
- Супер е животът (2004)[1]

## Награди
2003 – Награда за изпълнение („Ромфест” във Видин)